# Leopold Borkowski
Leopold Borkowski (ur. 15 sierpnia 1919 w Lublinie, zm. 15 grudnia 2001 w Warszawie) – polski aktor teatralny, sporadycznie filmowy.

## Kariera zawodowa[1]
- 1934–1936: Teatr Wołyński im. Juliusza Słowackiego w Łucku
- 1946–1947: Teatr Domu Żołnierza w Lublinie
- 1947–1948: Teatr Muzyczny im. Żołnierza Polskiego w Lublinie
- 1948–1950: Prywatny Teatr Muzyczny w Lublinie
- 1950–1952: Ludowy Teatr Muzyczny w Warszawie
- 1961–1962: Teatr Powszechny w Warszawie
- 1965–1966: Lubuski Teatr im. Leona Kruczkowskiego w Zielonej Górze
- 1966–1970: Teatr im. Stefana Jaracza w Olsztynie
- 1971–1978: Teatr Komedia w Warszawie

## Filmografia
| Rok  | Tytuł                               | Rola           | Reżyseria                          |
| ---- | ----------------------------------- | -------------- | ---------------------------------- |
| 1948 | The Search                          | Joel Markowsky | Fred Zinnemann                     |
| 1979 | Racławice. 1794                     | [ 3 ]          | Lucyna Smolińska, Mieczysław Sroka |
| 1981 | Najdłuższa wojna nowoczesnej Europy | (odc.4-5)      | Jerzy Sztwiertnia                  |

## Teatr[1]
- 1948: Wesele Figara (autor: Pierre Beaumarchais, reżyseria: Czesław Strzelecki) jako Bazyli
- 1949: Chata za wsią (autor: Zygmunt Noskowski, reżyseria: Czesław Strzelecki) jako Tumry
- 1949: Piękna Helena (autor: Jacques Offenbach, reżyseria: Kazimierz Dembowski) jako Achilles
- 1949: Romans z wodewilu (autor: Władysław Krzemiński, reżyseria: Kazimierz Dembowski) jako Witold
- 1950: Baron cygański (autor: Johann Strauss (syn), reżyseria: Kazimierz Dembowski) jako generał Piotr Homonay
- 1950: Zaczyna się Nowy Rok (autor: Jan Brzechwa, reżyseria: Klima Krymkowa) jako Murarz I
- 1951: Wesoły pojedynek (autor: Joanna Gorczycka, reżyseria: Zbigniew Sawan) jako Jędrek
- 1951: Szelmostwa Skapena (autor: Molier, reżyseria: Zbigniew Sawan) jako Leander
- 1952: Wachlarz (autor: Carlo Goldoni, reżyseria: Maryna Broniewska) jako Tonino
- 1960: Barberyna (autor: Alfred de Musset, reżyseria: Stanisław Kwaskowski) jako Marszałek dworu
- 1961: Zmartwychwstanie (autor: Lew Tołstoj, reżyseria: Adam Hanuszkiewicz) jako Chłop II, Dozorca więzienia, Sędzia II
- 1966: Nocna opowieść (autor: Krzysztof Choiński, reżyseria: Zbigniew Stok) jako Inspektor
- 1966: Egzamin (autor: Jan Paweł Gawlik, reżyseria: Zbigniew Mak) jako Inspektor
- 1967: Kłamczucha (autor: Maurice Hannequin, reżyseria: Zbigniew Mak) jako Policjant
- 1967: Wassa Żelezowna (autor: Maksim Gorki, reżyseria: Jolanta Zielińska) jako Piatiorkin
- 1967: Ali Baba i 40 rozbójników (autor: Janusz Kłosiński i Janusz Słowikowski, reżyseria: Przemysław Zieliński) jako Herszt
- 1968: W czepku urodzona (autor: Zdzisław Skowroński, reżyseria: Stefania Domańska) jako radziecki reżyser
- 1968: Uciekła mi przepióreczka (autor: Stefan Żeromski, reżyseria: Jolanta Ziemińska) jako Wilkosz
- 1969: Pamiętnik szubrawca (autor: Aleksandr Ostrowski, reżyseria: Stefania Domańska) jako Mamajew, Służący Mamajewa
- 1969: Cud mniemany, czyli Krakowiacy i górale (autor: Wojciech Bogusławski, reżyseria: Bohdan Głuszczak) jako Wawrzyniec
- 1969: Świętoszek (autor: Molier, reżyseria: Stefania Domańska) jako Oficer gwardii
- 1970: Edward II (autor: Christopher Marlowe, reżyseria: Jan Błeszyński) jako Lancaster, Matrevis
- 1973: Ferdynand Wspaniały (autor: Ludwik Jerzy Kern, reżyseria: Zbigniew Czeski) jako Ojciec
- 1975: W czepku urodzona (autor: Zdzisław Skowroński, reżyseria: Krystyna Sznerr) jako reżyser radziecki
- 1976: Cafe pod Minogą (autor: Stefan Wiechecki, reżyseria: Tadeusz Cygler) jako Niemiec
- 1977: Królewna Śnieżka (autor: Jerzy Wittlin i Jerzy Rakowiecki, reżyseria: Romuald Szejd) jako Papluś
- 1978: Gwałtu, co się dzieje! (autor: Aleksander Fredro, reżyseria: Olga Lipińska)

## Teatr Polskiego Radia
- 1959: Niezawodny system[1]
- 1960: Ostatni koncert[1]
- 1966: Autostrada (autor: Henryk Bardijewski, reżyseria: Zbigniew Kopalko) jako Kierowca autobusu[1]
- 1967: Horsztyński (autor: Juliusz Słowacki, reżyseria: Zbigniew Kopalko) jako Sługa hetmana[1]
- 1968: Ciotunia (autor: Aleksander Fredro, reżyseria: Zbigniew Kopalko) jako Jan[1]
- 1969: Jądro ciemności (autor: Joseph Conrad, reżyseria: Zbigniew Kopalko)[1]
- 1970: Trzy opowieści (autor: Ksawery Pruszyński, reżyseria: Zbigniew Kopalko) jako Czołgista II[1]
- 1973: Ivetta (reżyseria: Zbigniew Kopalko) jako Partyzant[1]
- 1973: Miłosierdzie gminy (autor: Maria Konopnicka, reżyseria: Zbigniew Kopalko) jako Wallauer[1]
- 1985: Dzieje grzechu, odcinek 3 (autor: Stefan Żeromski, reżyseria: Juliusz Owidzki) jako Student[1]